# Plagithmysus collaris
Plagithmysus collaris är en skalbaggsart som beskrevs av Sharp 1900. Plagithmysus collaris ingår i släktet Plagithmysus och familjen långhorningar. Inga underarter finns listade i Catalogue of Life.